# Macrozamia cardiacensis
Macrozamia cardiacensis är en kärlväxtart som beskrevs av Paul Irwin Forster och David Lloyd Jones. Macrozamia cardiacensis ingår i släktet Macrozamia och familjen Zamiaceae. IUCN kategoriserar arten globalt som sårbar. Inga underarter finns listade i Catalogue of Life.